# Porcelain War
Porcelain War (bra: Guerra da Porcelana) é um documentário de 2024 dirigido por Brendan Bellomo e Slava Leontyev. Ganhou o Grande Prêmio do Júri do Festival de Sundance de 2024 e segue a experiência de artistas ucranianos enquanto enfrentam a invasão russa da Ucrânia.
Foi indicado ao Oscar 2025 na categoria de Melhor Documentário.

## Premissa
Em meio a invasão russa da Ucrânia, três artistas encontram inspiração e beleza enquanto defendem a sua cultura e o seu país. Numa guerra travada por soldados profissionais contra civis comuns, Slava Leontyev, Anya Stasenko e Andrey Stefanov optam por ficar para trás, armados com a sua arte, as suas câmaras e, pela primeira vez nas suas vidas, as suas armas. Apesar dos bombardeamentos diários, Anya encontra resistência e propósito na sua arte, Andrey embarca numa perigosa viagem para levar a sua jovem família para um local seguro no estrangeiro e Slava torna-se instrutor de armas para pessoas comuns que se tornaram soldados improváveis. À medida que a guerra se intensifica, Andrey pega na sua câmara para filmar a sua história e, em pequenas estatuetas de porcelana, Anya e Slava captam o seu passado idílico, o seu presente incerto e a esperança para o futuro.

## Enredo
Em Porcelain War, acompanhamos um casal ucraniano, Slava e Anya, que levam vidas duplas. Slava treina civis para a luta contínua contra a Rússia, enquanto o casal também cria delicadas estatuetas de porcelana. O filme contrasta o seu passado pacífico na zona rural da Crimeia com a sua atual vida urbana em Kharkiv, devastada pela guerra. Ele explora como seu amor e talento artístico proporcionam um equilíbrio às duras realidades da guerra.

## Produção
As filmagens começaram no início de 2022, depois que a Rússia invadiu a Ucrânia. Os sujeitos filmaram a si mesmos, capturando mais de 500 horas de filmagem. Porcelain War foi capturado na Blackmagic Pocket Cinema Camera, Sony FX30, drones aéreos DJI Mavic e câmeras de ação GoPro Hero 11 Black montadas nos corpos dos soldados das Forças Especiais. O filme foi fotografado com luz natural. A edição ocorreu em Los Angeles e Sydney. As sequências animadas foram desenhadas pelos BluBlu Studios em Varsóvia, Polônia. A equipe trabalhou por mais de um ano para criar as cenas animadas.

## Lançamento
O filme ganhou o Grande Prêmio do Júri na categoria documentário dos Estados Unidos no Festival de Cinema de Sundance de 2024. Bellomo, que co-dirigiu o filme junto com Leontyev, explicou "Este prêmio se deve à bravura do povo da Ucrânia. E este prémio é para a beleza do povo da Ucrânia." O filme também foi patrocinado pelo Utah Film Center.

## Festivais e Prêmios
| Prêmio                                            | Data                    | Categoria                                 | Indicado                                                                                                   | Resulto  | Ref.          |
| ------------------------------------------------- | ----------------------- | ----------------------------------------- | --- | -------- | ------------- |
| Sundance Film Festival                            | 28 de Janeiro de 2024   | Grânde Prêmio do Juri dos EUA             | Porcelain War                                                                                              | Venceu   | [ 15 ]        |
| Festival de Cinema de Sarasota                    | 14 de abril de 2024     | menção Especial do Júri                   | Porcelain War                                                                                              | Venceu   | [ 16 ]        |
| Festival de Cinema Internacional de San Francisco | 28 de Abril de 2024     | Melhor Documentário                       | Porcelain War                                                                                              | Indicado | [ 17 ]        |
| Festival de Cinema de Seattle                     | 27 de Maio de 2024      | Melhor Documentário                       | Porcelain War                                                                                              | Venceu   | [ 18 ]        |
| Cinéfest Sudbury International Film Festival      | 22 de setembbro de 2024 | Escolha do público: Documentário          | Porcelain War                                                                                              | Venceu   | [ 19 ]        |
| Critics' Choice Awards                            | 10 de novembro de 2024  | Melhor Novo Documentarista                | Brendan Bellomo & Slava Leontyev                                                                           | Indicado | [ 20 ]        |
| Critics' Choice Awards                            | 10 de novembro de 2024  | Melhor Documentário Político              | Porcelain War                                                                                              | Indicado | [ 20 ]        |
| Cinema Eye Honors                                 | 9 de janeiro de 2024    | Prêmio do Público                         | Porcelain War                                                                                              | Venceu   | [ 21 ]        |
| Cinema Eye Honors                                 | 9 de janeiro de 2024    | Melhor Produção                           | Paula DuPre' Pesmen, Aniela Sidorska, Camilla Mazzaferro and Olivia Ahnemann                               | Indicado | [ 21 ]        |
| Cinema Eye Honors                                 | 9 de janeiro de 2024    | Melhor Cinematografia                     | Andrey Stefanov                                                                                            | Indicado | [ 21 ]        |
| Cinema Eye Honors                                 | 9 de janeiro de 2024    | melhor Design Visual                      | Brendan Bellomo and BluBlu Studios                                                                         | Indicado | [ 21 ]        |
| Satellite Awards                                  | 26 de janeiro de 2025   | Melhor Documentário                       | Porcelain War                                                                                              | Indicado | [ 22 ]        |
| AACTA Awards                                      | 7 de fevereiro de 2025  | Melhor Doumentário                        | Brendan Bellomo, Slava Leontyev, Camilla Mazzaferro, Aniela Sidorska, Paula Du Pré Pesmen, Olivia Ahnemann | Indicado | [ 23 ]        |
| Directors Guild of America Awards                 | 8 de fevereiro de 2025  | Melhor Direção em Documentário            | Brendan Bellomo and Slava Leontyev                                                                         | Venceu   | [ 24 ] [ 25 ] |
| Producers Guild of America Awards                 | 8 de fevereiro de 2025  | Melhor Produção de Documentário em Cinema | Aniela Sidorska and Paula DuPré Pesmen                                                                     | Indicado | [ 26 ] [ 27 ] |
| Academy Awards                                    | 2 de março de 2025      | Melhor Documentário                       | Brendan Bellomo, Slava Leontyev, Aniela Sidorska, and Paula DuPré Pesmen                                   | Indicado | [ 28 ]        |

## Ligações Externas
- Site Oficial do Filme: Porcelain War